# Kálnoky Gusztáv
Köröspataki gróf Kálnoky Gusztáv (teljes nevén Kálnoky Gusztáv Zsigmond; Letovice, Habsburg Birodalom, 1832. december 29. – Prödlitz, Ausztria–Magyarország, 1898. február 13.), a Kálnoky család morvaországi ágából való magyar arisztokrata politikus, k. u. k. nagykövet és miniszter, aki az Osztrák–Magyar Monarchia közös külügyminisztere 1881 és 1895 között.

## Életpályája
Egy magyar származású család morvaországi ágának sarja. Édesapja gróf Kálnoky Gusztáv Jozsef (1799–1884), édesanyja gróf Isabella von Schrattenbach (1809–1875) volt. 1854-ig katonatiszt volt, majd diplomáciai szolgálatba állt.  1860 és 1870 között képviselte a Monarchiát Münchenben, Berlinben és Londonban. 1874-ben koppenhágai, 1880-ban pétervári nagykövetté nevezték ki. 1881. november 20-ától 1895. május 16-áig közös külügyminiszter volt. Ebben az időszakban bővült a Monarchia és Németország kettős szövetsége 1882-ben Olaszország csatlakozásával. Emellett jó kapcsolatok fenntartására törekedett  a cári Oroszországgal is. 1895-ben lemondott, miután Bánffy Dezső miniszterelnökkel nézetkülönbsége támadt az úgynevezett Agliardi-ügyben.